# Ермитаж
Ермитаж или Државни ермитаж (рус. Государственный Эрмитаж, од фр. hermitage — уточиште) је највећи уметнички и културно-историјски музеј у Русији и један од највећих у свету. Налази се у Санкт Петербургу. То је највећи музеј уметности на свету по галеријском простору. Основан је 1764. године када је царица Катарина Велика набавила импресивну колекцију слика од берлинског трговца Јохана Ернста Гоцковског. Музеј сваке године обележава годишњицу свог оснивања 7. децембра, на Дан Свете Катарине. Отворен је за јавност од 1852. Новине Art Newspaper сврстале су овај музеј на 6. место на својој листи најпосећенијих музеја уметности, са 1.649.443 посетилаца у 2021. години.
Представља један од највећих, најлепших и најстаријих уметничких и културно-историјских музеја у људској историји и култури. Његова огромна збирка изложена је у 6 зграда на обали реке Нева, с тим што је главна зграда Зимски дворац који је некада био званична резиденција руских царева. У више од 350 сала изложено је 60.000 експоната. Колекција овог музеја је зачета 1764. као збирка уметничких предмета царице Катарине II, која је од 1852. отворена за јавност. За два и по века у овом музеју је сакупљено око три милиона уметничких и историјских експоната, из епоха од каменог до савременог доба. Данас је музеј Ермитаж прворазредна туристичка атракција коју годишње обиђе 3 до 4 милиона посетилаца.
Његове збирке, од којих је само мали део у сталној поставци, чине преко три милиона предмета (нумизматичка збирка чини око једне трећине њих). Збирке заузимају велики комплекс од шест историјских зграда дуж Дворског насипа, укључујући Зимски дворац, бившу резиденцију руских царева. Поред њих, у склопу музеја су и Меншиковљева палата, Музеј порцелана, Складиште у Старој Деревњи и источно крило зграде Генералштаба. Музеј има неколико изложбених центара у иностранству. Ермитаж је власништво савезне државе. Од јула 1992. године директор музеја је Михаил Пиотровски.

## Музеј
Најзначајнија збирка овог музеја је збирка западноевропског сликарства са делима: Микеланђела Буонаротија, Леонарда да Винчија, Рубенса, Рембранта, Пусена, Клода Лорена, Каналета, Винсента ван Гога, Пабла Пикаса, Анрија Матиса и других. Поред збирки италијанског, француског, шпанског и холандског сликарства, музеј је познат по својој археолошкој збирци, збирци средњовековне европске уметности, збирци скулптура и примењене уметности. Ту је и колекција руске уметности свих епоха, мада је њен већи део измештен у Руски музеј.
Музеј Ермитаж има своје филијале у: Амстердаму, Казању, Лас Вегасу, Лос Анђелесу и Ферари. Ермитаж је део градског подручја Санкт Петербурга које је као споменик Светске баштине под заштитом Унескоа.

## Зграде
Првобитно, једина зграда у којој се налазила збирка била је „Мали ермитаж”. Музеј Ермитаж данас обухвата многе зграде на Дворском насипу и његовим суседствима. Осим Малог ермитажа, музеј сада укључује и „Стари ермитаж“ (који се назива и „Велики ермитаж“), „Нови ермитаж“, „Ермитаж театар“ и „Зимски дворац“, некадашњу главну резиденцију руских царева. Последњих година Ермитаж се проширио на зграду Генералштаба на Дворском тргу према Зимском двору и Меншиковљеву палату.

## Историја

### Порекло: Катаринина колекција
Катарина Велика је започела своју уметничку колекцију 1764. године куповином слика од берлинског трговца Јохана Ернста Гоцковског. Он је саставио колекцију за Фридриха II Пруског, који је на крају одбио да је купи. Тако је Гоцковски пружио руској круни 225 или 317 слика (различити извори наводе те бројеве, углавном фламанских и холандских, као и других, укључујући 90 који нису тачно идентификовани. Колекцију су чинили Рембрант (13 слика), Рубенс (11 слика), Јакоб Јорданс (7 слика), Ентони ван Дајк (5 слика), Паоло Веронезе (5 слика), Франс Халс (3 слике, укључујући Портрет младића са рукавицом), Рафаел (2 слике), Холбајн (2 слике), Тицијан (1 слика), Јан Стин (Беспосличари), Хендрик Голцијус, Дирк ван Бабурен, Хендрик ван Бален и Герард ван Хонтхорст. Можда су нека од најпознатијих и најзначајнијих уметничких дела која су била део Катарине првобитне куповине од Гоцковског била Данае, коју је насликао Рембрант 1636; Силазак са крста, коју је насликао Рембрант 1624; и Портрет младића који држи рукавицу, који је насликао Франс Халс 1650. Ове слике се и данас налазе у колекцији Ермитажа.

## Зависности
Последњих година, Ермитаж је покренуо неколико зависносних поставки у иностранству и у земљи.

### Амстердамски ермитаж
Зависни музеј Ермитаж у Амстердаму је познат као Ермитаж Амстердам и налази се у бившој згради Амстелхоф. Отворен је 24. фебруара 2004. у малој згради у улици Nieuwe Herengracht у Амстердаму, у ишчекивању затварања пензионерског дома који је и даље био у згради Амстелхоф до 2007. Између 2007. и 2009. године, Амстелхоф је реновиран и прилагођен за смештај Амстердамског ермитажа. Амстердамски ермитаж су отворили 19. јуна 2009. председник Дмитриј Медведев и краљица Холандије Беатрикс.

### Изложбени центар Ермитаж-Казањ
Департман Ермитажа у Казању (Татарстан, Русија), отворен је 2005. Настао је уз подршку председника Републике Татарстан Минтимера Шајмијева и део је Државног историјско-архитектонског музеја-парка Казањског Кремља. Музеј се налази у Казањском Кремљу у здању које је раније заузимала Јункерска школа изграђена почетком 19. века.

### Ермитаж Италија, Ферара
Након претходних искустава у Лондону, Лас Вегасу, Амстердаму и Казању, фондација Ермитаж одлучила је да отвори још једну филијалу у Италији уз покретање националне понуде. Интересовање је изразило неколико градова на северу Италије, као што су Верона, Мантова, Ферара и Торино. Године 2007, та част је додељена граду Ферари који је предложио свој дворац Естенса као базу. Од тада је нова институција под називом Ермитаж Италија започела истраживачку и научну сарадњу са фондацијом Ермитаж.

### Центар Ермитаж-Виборг
Центар Ермитаж-Виборг отворен је јуна 2010. године у Виборгу, Лењинградска област.

### Изложбени центар Ермитаж, Владивосток
Огранак Ермитажа је отворен у Владивостоку до 2016. године, а регионална влада је издвојила више од 17,7 милиона Рб (558.000 долара) за прелиминарне радове на реконструкцији виле у историјском центру Владивостока за смештај сателита.

### Ермитаж-Сибир, Омск
Ермитаж-Сибир је отворен у Омску 2016. године.

### Музеј Ермитаж Гугенхајм, Вилњус
Последњих година било је предлога да се отвори музеј Ермитаж Гугенхајм у Виљнусу у главном граду Литваније. Попут некадашње поставке у Лас Вегасу, музеј треба да комбинује уметничка дела из Ермитажа у Санкт Петербургу са делима из њујоршког Гугенхајм музеја.

### Раније зависне поставке
Музеј Гугенхајм Ермитаж у Лас Вегасу отворен је 7. октобра 2001. и затворен 11. маја 2008. године. Ермитажове просторије у лондонском Самерсет Хаусу отворене су 25. новембра 2000. године. Изложба је трајно затворена у новембру 2007. године због недовољног броја посетилаца.

## Галерија
- Скитски златни чешаљ
- Леонардо да Винчи: Мадона Беоноа
- Рафаел: Богородица са дететом
- Каравађо: Свирач на лаути
- Рембрант: Данаја
- Антонио Канова: Три грације
- Златна кочија
- Кандински: Композиција VI